# دراما (فیلم)
دراما (انگلیسی: The Drama) یک فیلم آمریکایی در ژانر کمدی درام عاشقانه به نویسندگی و کارگردانی کریستوفر بورگلی است و بازیگرانی چون زندایا، رابرت پتینسون، مامودو آچی و آلانا هایم در آن ایفای نقش کردند.

## بازیگران
- زندایا
- رابرت پتینسون
- مامودو آچی
- آلانا هایم

## تولید
دراما به نویسندگی و کارگردانی کریستوفر بورگلی است. آری استر، لارس نادسن و تایلر کمپلُن از طریق شرکت اسکوئر پگ تهیه‌کنندگی این پروژه را بر عهده دارند و کمپانی ای۲۴ نیز به عنوان تهیه‌کننده در آن مشارکت دارد. زندایا و رابرت پتینسون به عنوان بازیگران نقش‌های اصلی انتخاب شدند. در اکتبر ۲۰۲۴، مامودو آچی و آلانا هایم نیز به تیم بازیگری پیوستند.

## فیلم‌برداری
فیلم‌برداری اصلی از ۲۱ اکتبر ۲۰۲۴ در بریتانیا آغاز شد. از جمله دیگر لوکیشن‌های فیلم‌برداری می‌توان به بوستون، ماساچوست اشاره کرد. همچنین بخش‌هایی از فیلم با بودجه‌ای به ارزش ۲٫۹ میلیون دلار در لوئیزیانا تصویربرداری شد. فیلم‌برداری در ۱۲ دسامبر ۲۰۲۴ به پایان رسید.